# Бузук Петро Панасович
Петро Панасович Бузу́к (псевдоніми П. Росич, П. Р.; 19 червня (1 липня) 1891 або 2 червня, с. Шерпень, Бендерський повіт, Бессарабська губернія, Російська імперія або с. Тернівка, Парканська волость Тираспольський повіт Херсонська губернія, Російська імперія — 7 грудня 1938, Вологда, Росія) — український і білоруський мовознавець-славіст, педагог, доктор філологічних наук.

## Життєпис
Щодо місця народження нема однозначної інформації. За однією версією, народився в с. Шерпени (Шерпень) Бендерського повіту Бессарабської губернії, за іншою — в с. Тернівка Парканської волості Тираспольського повіту Херсонської губернії в сім'ї народного вчителя.
1904—1910 роки — навчався в Олексіївському реальному училищі в Тирасполі, де був одним із найкращих учнів. Після його закінчення самостійно готувався і поступив у Імператорський Новоросійський університет в Одесі на історико-філологічний факультет. Закінчив його в 1916 році. За поданням професора Б. Ляпунова був залишений в університеті для підготовки до професорського звання.
З 1920 року — викладав у Гуманітарно-суспільному інституті, Археологічному інституті, в Одеському інституті народної освіти.
В 1924 році захистив докторську дисертацію з філології на тему «До питання про місце написання Маріїнського євангелія» (йшлося про Болгарію).
З осені 1925 року на запрошення ректора Білоруського державного університету Володимира Пічети переїхав до Мінська, де викладав у БДУ. У 1926 році перейшов до Інституту білоруської культури (вчений секретар з 1929 року). З 1929 року був головою Діалектологічної комісії.
У 1929 році взяв участь у I Міжнародному конгресі славістів у Празі, де виступив з ідеєю створення загальнослов'янського лінгвістичного атласу.
Під псевдонімами П.Росич, П. Р. тощо друкував свої вірші, прозу, переклади. З 1928 року був членом літературного об'єднання «Маладняк».
6 серпня 1930 року ГПУ Білоруської РСР заарештував його у справі «Спілки визволення Білорусі» (згодом звільнений).
З 1931 року був директором Інституту мовознавства АН БРСР. Водночас завідував кафедрою мовознавства в БДУ, читав там курс загального мовознавства, методику та наукову граматику білоруської мови.
9 лютого 1934 року був вдруге заарештований. За постановою «трійки» від 3 квітня 1934 року висланий до Вологди на 3 роки, де працював бібліотекарем (1934—1935 роки) і викладав німецьку мову в педінституті.
Після закінчення терміну заслання, 15 липня 1937 року, заарештований утретє. Після тривалого слідства засуджений до страти. Розстріляний 7 грудня 1938 року у Вологді.
В 1956 році посмертно реабілітований.

## Наукова діяльність
В тій чи іншій мірі володів усіма слов'янськими, румунською (молдавською), італійською, німецькою, англійською, татарською, івритом, латиною та деякими іншими мовами.
Вивчав проблеми праслов'янської мови, діалектного роздрібнення мови слов'ян дописемної епохи, мови давніх слов'янських пам'яток, а також пам'яток давньої Русі, питання загального та порівняльного мовознавства, психології мови, вивчав філологічну діяльність Олександра Потебні, Б. Ляпунова, Олексія Соболевського, Івана Бодуена де Куртене та інших. Багато праць присвятив історії та діалектології української мови, аналізові мови та стилю окремих творів української літератури, особливостям сучасної української мови.
Багато зробив для розвитку білоруського мовознавства. Найбільшим його досягненням у цій галузі стала монографія «Спроба лінгвістычнае географіі Беларусі. Ч. 1. Фонетыка і морфолёгія. Вып. 1. Гаворкі Цэнтральнае і Ўсходняе Беларусі і суседніх мясцовасьцяй Украіны і Вялікарасіі ў першай чвэрці ХХ ст.» (Мінськ, 1928 рік). Водночас продовжував україномовні студії.
Є автором понад 70 опублікованих праць.

#### Праці
- Мова і правопис у творах Г. С. Сковороди // Памяти Г. С. Сковороди (1722–—1922). — Одеса, 1923. —  С.  62—84;
- Коротка історія української мови. І: Вступ і звучання. — Одеса, 1924. — 60 с.
- Основные вопросы языкознания. — 2е изд. — М., 1924. — 218 с.
- Українські етимології // Записки історично-філологічного відділу ВУАН. — 1926. — Кн. VII–VIII. — С. 67—73.
- Взаємовідносини між українською та білоруською мовами (методологічний нарис) // Записки історично-філологічного відділу ВУАН. — 1926. — Кн. VII–VIII. — С. 421—426.
- Памяці Франко // Полымя. — 1926, — № 4. — С . 23 — 28.
- Нарис історії української мови. Вступ, фонетика і морфологія з додатком історичної хрестоматії. — К., 1927. — 96 с.
- Про мову найдавнішої української Євангелії // Записки історично-філологічного відділу ВУАН. Кн. 12 — Київ: З друк. УАН, 1927. — С. 1—11.
- Становішча беларускай мовы сярод іншых славянскіх моваў // Працы Акадэмічнае конферэнцыі па рэформе беларускага правапісу і азбукі (14—21 лістапада .). — Менск, 1927. — С. 75—114.
- Спроба лігвістычнае геаграфіі Беларусі.– Част. І. — Менск, 1928.– 112 с. + карти;
- Уваги з приводу casus comparationis // Ювілейний збірник на пошану академіка Михайла Сергійовича Грушевського. — Т. 2. [Архівовано 11 листопада 2020 у Wayback Machine.] –  К., 1928. — С. 202—207;
- Діалектологічний нарис Полтавщини // Український діялектологічний збірник. — Кн.  2. — К., 1929. — С. 159—197.
- З історичної діалектної української мови. Говірка Луцької євангелії XIV в. // Збірник Комісії для дослідження історії української мови. — Т. 1 [Архівовано 3 серпня 2020 у Wayback Machine.]. — К., 1931. — С.  113—135.